# Edgar Nickel
Edgar Nickel ist ein deutscher Poolbillardspieler. Er ist dreifacher Deutscher Einzel-Meister.

## Karriere
1979 wurde Nickel in der Disziplin 14/1 endlos erstmals Deutscher Meister. Ein Jahr später verlor er im Finale gegen Waldemar Markert. 1983 gelang es ihm erneut Deutscher Meister im 14/1 endlos zu werden, 1986 wurde er Deutscher 9-Ball-Meister und Vierter im 14/1 endlos.
Bei der Deutschen Meisterschaft 1987 gewann er Bronze im 14/1 endlos und nahm wenige Monate später an der Wetten, dass..?-Sendung am 20. Dezember 1987. Er wettete dabei, dass er sechzehn Kugeln mit einem Stoß lochen könnte und schaffte dies auch. Bei den Deutschen Meisterschaften 1989 und 1990 gewann Nickel erneut Bronze im 14/1 endlos. Außerdem wurde er mit dem PBC Oftersheim 1989 und 1990 Deutscher 14/1 endlos-Mannschaftsmeister und 1990 Deutscher 8-Ball-Mannschaftsmeister. Zudem veranstaltete er gemeinsam mit dem mehrfachen Welt- und Europameister Oliver Ortmann mehrere Trickshot-Shows.